# N,N'-联丁二酰亚胺
N,N'-联丁二酰亚胺是一种有机化合物，化学式为C8H8N2O4。它可以丁二酸酐和水合肼为原料反应得到。它也可由环丁二酰肼和丁二酰氯在二氧六环中反应得到；若在甲苯中反应，则得到的是四氢哒嗪并[1,2-a]四氢哒嗪-1,4,6,9-四酮。在氯化铵存在下，它和对甲基苯基溴化镁反应，可以得到N,N'-二(1-对甲苯基-1,4-丁二酰-4-基)肼。